# Jerzy Mindziukiewicz

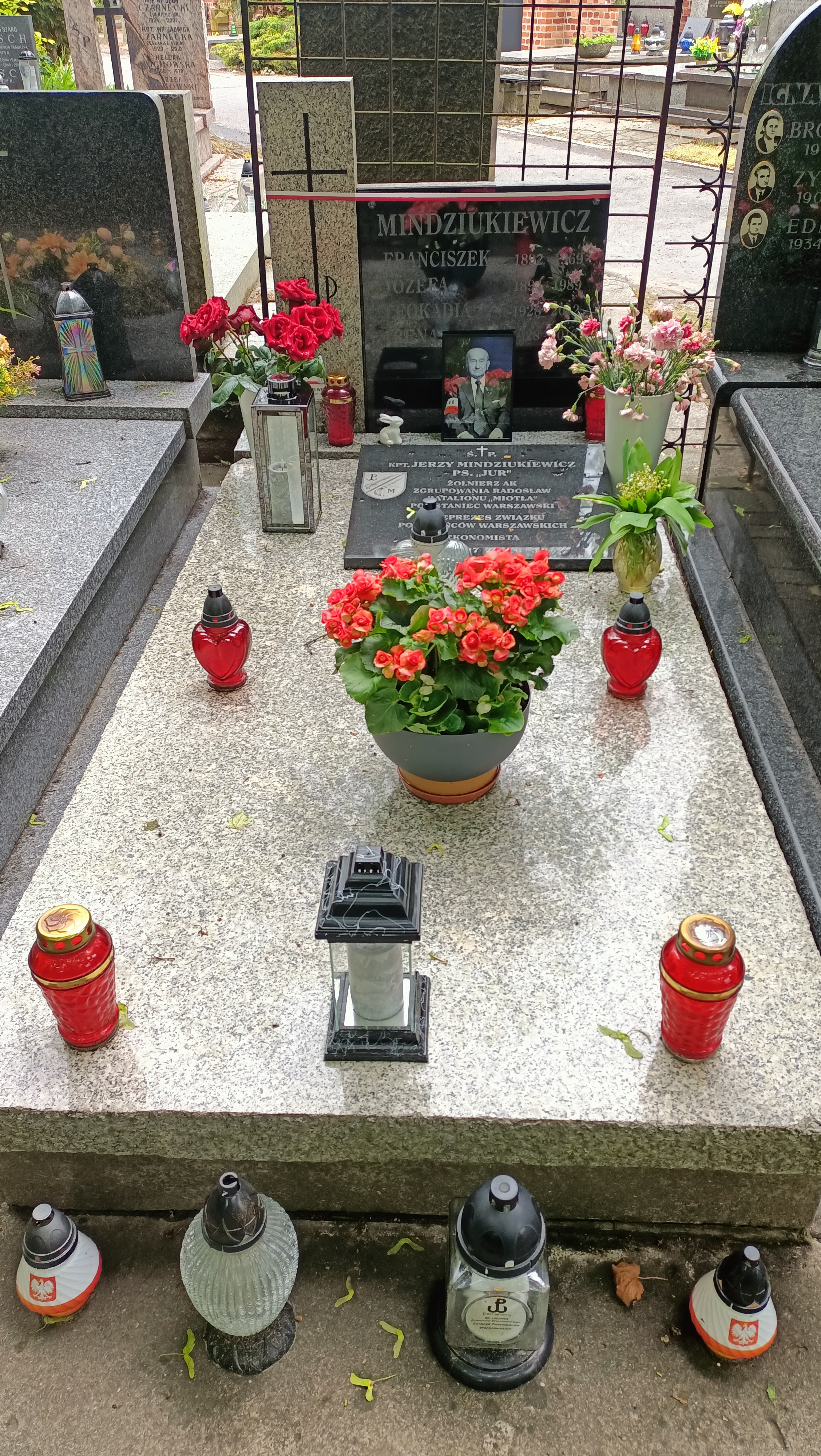
Grób Jerzego Mindziukiewicza na cmentarzu Powązkowskim w Warszawie

Jerzy Józef Mindziukiewicz ps. „Jur” (ur. 11 lipca 1927 w Warszawie, zm. 26 marca 2024) – polski działacz konspiracji niepodległościowej w czasie II wojny światowej, działacz kombatancki, ekonomista, wiceprezes zarządu i skarbnik Związku Powstańców Warszawskich.

## Życiorys
Pochodził z Warszawy. Jego rodzicami byli Franciszek i Józefa z domu Pankowska. Ojciec pracował jako urzędnik w kancelarii, zaś matka zajmowała się prowadzeniem domu. Miał młodszą siostrę. Przed wojną uczęszczał do szkoły powszechnej nr 26 przy ul. Miedzianej 8.
Szkołę powszechną ukończył już w czasie okupacji niemieckiej przy ul. Tarczyńskiej 8 i kontynuował edukację w warszawskiej szkole kupieckiej Józefa Gąseckiego. Należał do konspiracji niepodległościowej najpierw w ramach Konfederacji Narodu, a po jej scaleniu z Armią Krajową był członkiem AK. Należał do plutonu „Drużyn Bojowych Niedźwiedzi”, wywodzącego się z Konfederacji Narodu.
W czasie powstania warszawskiego brał udział w walkach o Centralny Dworzec Pocztowy u zbiegu ul. Żelaznej i Al. Jerozolimskich w szeregach 3. kompanii – I batalionu „Lecha Żelaznego” – Zgrupowania „Chrobry II”, w stopniu strzelca. 
3 sierpnia 1944 został ranny w nogę i skierowano go do Szpitala Dzieciątka Jezus na operację. W szpitalu został zatrzymany przez Niemców i 19 sierpnia wywieziony do obozu dla ludności cywilnej Dulag 121 w Pruszkowie. Uniknął wywiezienia na roboty. Symulował zapalenie wyrostka robaczkowego. Został skierowany przez niemieckiego lekarza do szpitala w Milanówku i wyszedł z obozu.
Od 2020 był skarbnikiem i wiceprezesem Prezydium Zarządu Związku Powstańców Warszawskich.
Został pochowany na cmentarzu Powązkowskim w Warszawie.

## Odznaczenia
Odznaczony Krzyżem Kawalerskim Orderu Odrodzenia Polski oraz Złotym i Brązowy Krzyżem Zasługi.